# Bib Fortuna
Bib Fortuna (en inglés) es un personaje ficticio de la serie La Guerra de las Galaxias. Su primera aparición la tuvo en Star Wars: Episode VI - Return of the Jedi donde se presentó como el mayordomo personal de Jabba el Hutt.

## Historia
Bib Fortuna pasó más de 30 años al servicio de Jabba en su palacio tras varios altercados hasta hacerse con el grado de su mayordomo personal. 
Tras la lucha contra los rebeldes en el Gran Pozo de Carkoon, Fortuna logró escapar antes de la destrucción de la barcaza velera de lujo, propiedad de Jabba el Hutt hacia el palacio, donde fue sometido a la extracción de su cerebro por parte de los Monjes B'ommar e implantado posteriormente en el cuerpo de otro twi'lek llamado Firith Olan. Cinco años después de la caída del Imperio Galáctico y la muerte de Jabba, Bib tomó el control del Palacio de Jabba en el planeta Tatooine, pero durante los acontecimientos de la serie The Mandalorian, este es encarado por el mismo Boba Fett, a quien Bib había dado por muerto al caer en el pozo del Sarlacc, pero este cazarecompenzas asesina a Bib y toma el control del trono del palacio, junto con su nueva mano derecha, Fennec Shand.

## Creación
El personaje fue creado por el empleado de Lucasfilm, Phil Tippett para dar forma al personaje que había sido escrito por George Lucas y Lawrence Kasdan en el guion de la película y descripto como: «un ser humano como alienígena con tentáculos largos que sobresalían de su cráneo».